# 101省道 (山西省)
101省道，全称阳曲—六岺关线，是山西省省道8条放射线之一。西起阳曲县黄寨镇大运路，东至盂县上社镇晋冀两省交界的六岭关，全长100千米。